# Zaatari (campo de refugiados)
Zaatari (em árabe: مخيم الزعتري) é um campo de refugiados na Jordânia, situado a 10 quilômetros a leste de Mafraq, que está evoluindo gradualmente em um assentamento permanente. Ele foi inaugurado em 28 de julho de 2012 para os anfitriões de Sírios que fogem da violência na atual Síria, a Guerra Civil que eclodiu em Março de 2011. Em 26 de Março de 2015, a população do campo foi estimado em 83,000 refugiados.
O acampamento tem características de mercado como estruturas ao longo da rua principal e de bens, como produtos hortícolas e roupas podem ser compradas, há também lojas de café.
A principal preocupação está relacionada à falta de quantidade suficiente de alimentos e uma melhor acomodação. O acampamento tem visto um número crescente de denúncias de crime, incluindo a prostituição e tráfico de drogas. Além disso, as manifestações são usados como um fórum para criar a consciência do conflito e para expressar pontos de vista políticos contra o atual governo, liderado por Bashar al-Assad e a violência infligida pela Síria das Forças Armadas. Ainda mais os manifestantes declararam apoio para o Exército Sírio Livre.
Devido à capacidade máxima de 60.000 refugiados em Março de 2013, um segundo acampamento foi construído de 20 quilómetros a leste de Zarqa nas planícies de Marjeeb Al Fahood. Em 5 de abril de 2014 uma revolta resultou em uma série de lesões em ambos os refugiados e na polícia. Um refugiado foi morto por tiros.